# 胡日夫卡
50°53′49″N 32°27′35″E / 50.89694°N 32.45972°E
胡日夫卡（羅馬化：Huzhivka）是位於烏克蘭北部切爾尼希夫州普里盧基區的村莊，始建於1500年，面積3平方公里，海拔高度152米，2001年人口977，人口密度每平方公里325.7人。